# Championnats d'Europe de cyclo-cross 2017
Navigation
Édition précédente Édition suivante
Les Championnats d'Europe de cyclo-cross 2017 se déroulent le 5 novembre 2017, à Tábor en République Tchèque.

## Résultats

### Hommes
| Épreuves        | Or                   | Argent            | Bronze         |
| --------------- | -------------------- | ----------------- | -------------- |
| Élites          | Mathieu van der Poel | Lars van der Haar | Toon Aerts     |
| Moins de 23 ans | Eli Iserbyt          | Tom Pidcock       | Sieben Wouters |
| Juniors         | Loris Rouiller       | Tomáš Kopecký     | Ben Tulett     |

### Femmes
| Épreuves        | Or             | Argent            | Bronze              |
| --------------- | -------------- | ----------------- | ------------------- |
| Élites          | Sanne Cant     | Lucinda Brand     | Alice Maria Arzuffi |
| Moins de 23 ans | Chiara Teocchi | Laura Verdonschot | Nikola Noskova      |

## Classements

### Course masculine
| Pos                        | Cycliste               | Pays      | Temps       |
| -------------------------- | ---------------------- | --------- | ----------- |
|                            | Mathieu van der Poel   | Pays-Bas  | 57 min 37 s |
| Médaille d'argent, Europe  | Lars van der Haar      | Pays-Bas  | 23 s        |
| Médaille de bronze, Europe | Toon Aerts             | Belgique  | 1 min 26 s  |
| 4                          | Michael Vanthourenhout | Belgique  | 1 min 26 s  |
| 5                          | David van der Poel     | Pays-Bas  | 1 min 29 s  |
| 6                          | Jens Adams             | Belgique  | 1 min 31 s  |
| 7                          | Michael Boroš          | Tchéquie  | 1 min 32 s  |
| 8                          | Laurens Sweeck         | Belgique  | 1 min 34 s  |
| 9                          | Corné van Kessel       | Pays-Bas  | 1 min 36 s  |
| 10                         | Kevin Pauwels          | Belgique  | 1 min 36 s  |
| 11                         | Quinten Hermans        | Belgique  | 1 min 37 s  |
| 12                         | Gioele Bertolini       | Italie    | 1 min 43 s  |
| 13                         | Tim Merlier            | Belgique  | 2 min 03 s  |
| 14                         | Daan Soete             | Belgique  | 2 min 17 s  |
| 15                         | Matthieu Boulo         | France    | 2 min 58 s  |
| 16                         | Twan van den Brand     | Pays-Bas  | 3 min 00 s  |
| 17                         | Simon Zahner           | Suisse    | 3 min 00 s  |
| 18                         | Jan Nesvadba           | Tchéquie  | 3 min 02 s  |
| 19                         | Steve Chainel          | France    | 3 min 05 s  |
| 20                         | Severin Sägesser       | Suisse    | 3 min 13 s  |
| 21                         | Tomáš Paprstka         | Tchéquie  | 3 min 19 s  |
| 22                         | Martin Haring          | Slovaquie | 3 min 39 s  |
| 23                         | Michael Wildhaber      | Suisse    | 3 min 42 s  |
| 24                         | Philipp Walsleben      | Allemagne | 3 min 49 s  |
| 25                         | Marek Konwa            | Pologne   | 3 min 54 s  |
| 26                         | Gianni Vermeersch      | Belgique  | 4 min 00 s  |
| 27                         | Marcel Wildhaber       | Suisse    | 4 min 18 s  |
| 28                         | Fabien Canal           | France    | 4 min 25 s  |
| 29                         | Lubomír Petruš         | Tchéquie  | 4 min 28 s  |
| 30                         | Stan Godrie            | Pays-Bas  | 4 min 31 s  |
| 31                         | Ondrej Glajza          | Slovaquie | 4 min 32 s  |
| 32                         | Manuel Müller          | Allemagne | 4 min 53 s  |
| 33                         | Henrik Jansson         | Suède     | 5 min 06 s  |
| 34                         | Jan Škarnitzl          | Tchéquie  | 5 min 18 s  |
| 35                         | Martin Bína            | Tchéquie  | 5 min 33 s  |
| 36                         | Emil Hekele            | Tchéquie  | 6 min 25 s  |
| 37                         | Michal Malík           | Tchéquie  | 6 min 25 s  |
| 38                         | Simon Vozar            | Slovaquie | 6 min 25 s  |
| 39                         | David Eriksson         | Suède     | 6 min 25 s  |
| 40                         | Martin Eriksson        | Suède     | 6 min 25 s  |
| 41                         | Zsolt Búr              | Hongrie   | 6 min 25 s  |

### Course masculine des moins de 23 ans
| Pos                        | Cycliste         | Pays            | Temps       |
| -------------------------- | ---------------- | --------------- | ----------- |
|                            | Eli Iserbyt      | Belgique        | 53 min 19 s |
| Médaille d'argent, Europe  | Thomas Pidcock   | Grande-Bretagne | 0 s         |
| Médaille de bronze, Europe | Sieben Wouters   | Pays-Bas        | 7 s         |
| 4                          | Joshua Dubau     | France          | 12 s        |
| 5                          | Jens Dekker      | Pays-Bas        | 17 s        |
| 6                          | Antoine Benoist  | France          | 22 s        |
| 7                          | Yannick Peeters  | Belgique        | 25 s        |
| 8                          | Sandy Dujardin   | France          | 27 s        |
| 9                          | Thijs Aerts      | Belgique        | 31 s        |
| 10                         | Jelle Schuermans | Belgique        | 32 s        |

### Course masculine des juniors
| Pos                        | Cycliste            | Pays            | Temps       |
| -------------------------- | ------------------- | --------------- | ----------- |
|                            | Loris Rouiller      | Suisse          | 39 min 16 s |
| Médaille d'argent, Europe  | Tomáš Kopecký       | Tchéquie        | 2 s         |
| Médaille de bronze, Europe | Ben Tulett          | Grande-Bretagne | 8 s         |
| 4                          | Ryan Kamp           | Pays-Bas        | 12 s        |
| 5                          | Pim Ronhaar         | Pays-Bas        | 23 s        |
| 6                          | Sean Flynn          | Grande-Bretagne | 46 s        |
| 7                          | Jarno Bellens       | Belgique        | 54 s        |
| 8                          | Vince Van Den Eynde | Belgique        | 57 s        |
| 9                          | Arno Van Den Broeck | Belgique        | 1 min 06 s  |
| 10                         | Piotr Krynski       | Pologne         | 1 min 08 s  |

### Course féminine
| Pos                        | Cycliste               | Pays            | Temps      |
| -------------------------- | ---------------------- | --------------- | ---------- |
|                            | Sanne Cant             | Belgique        | 41 min 57  |
| Médaille d'argent, Europe  | Lucinda Brand          | Pays-Bas        | 0 s        |
| Médaille de bronze, Europe | Alice Maria Arzuffi    | Italie          | 15 s       |
| 4                          | Annemarie Worst        | Pays-Bas        | 45 s       |
| 5                          | Maud Kaptheijns        | Pays-Bas        | 1 min 06 s |
| 6                          | Eva Lechner            | Italie          | 1 min 10 s |
| 7                          | Ellen Van Loy          | Belgique        | 1 min 25 s |
| 8                          | Helen Wyman            | Grande-Bretagne | 1 min 32 s |
| 9                          | Denise Betsema         | Pays-Bas        | 1 min 34 s |
| 10                         | Pavla Havlíková        | Tchéquie        | 1 min 40 s |
| 11                         | Karla Štepánová        | Tchéquie        | 1 min 40 s |
| 12                         | Nikki Brammeier        | Grande-Bretagne | 1 min 54 s |
| 13                         | Loes Sels              | Belgique        | 2 min 12 s |
| 14                         | Joyce Vanderbeken      | Belgique        | 2 min 33 s |
| 15                         | Jasmin Egger-Achermann | Suisse          | 2 min 44 s |
| 16                         | Lucie Chainel          | France          | 2 min 59 s |
| 17                         | Geerte Hoeke           | Pays-Bas        | 3 min 09 s |
| 18                         | Ida Erngren            | Suède           | 3 min 13 s |
| 19                         | Jolien Verschueren     | Belgique        | 3 min 42 s |
| 20                         | Janka Keseg Stevkova   | Slovaquie       | 4 min 18 s |
| 21                         | Vendula Kuntová        | Tchéquie        | 4 min 26 s |
| 22                         | Hannah Payton          | Grande-Bretagne | 4 min 26 s |
| 23                         | Stefanie Paul          | Allemagne       | 4 min 58 s |
| 24                         | Magdalena Sadlecka     | Pologne         | 5 min 12 s |
| 25                         | Tatiana Jaseková       | Slovaquie       | 5 min 41 s |
| 26                         | Martina Mikulášková    | Tchéquie        | 6 min 27 s |

### Course féminine des moins de 23 ans
| Pos                        | Cycliste                   | Pays     | Temps       |
| -------------------------- | -------------------------- | -------- | ----------- |
|                            | Chiara Teocchi             | Italie   | 35 min 36 s |
| Médaille d'argent, Europe  | Laura Verdonschot          | Belgique | 0 s         |
| Médaille de bronze, Europe | Nikola Nosková             | Tchéquie | 4 s         |
| 4                          | Ceylin Del Carmen Alvarado | Pays-Bas | 17 s        |
| 5                          | Yara Kastelijn             | Pays-Bas | 28 s        |
| 6                          | Nadja Heigl                | Autriche | 32 s        |
| 7                          | Magdalena Mišoňová         | Tchéquie | 36 s        |
| 8                          | Silvia Persico             | Italie   | 44 s        |
| 9                          | Inge van der Heijden       | Pays-Bas | 52 s        |
| 10                         | Adéla Šafářová             | Tchéquie | 57 s        |

## Tableau des médailles
| Rang  | Nation          | Or | Argent | Bronze | Total |
| ----- | --------------- | -- | ------ | ------ | ----- |
| 1     | Belgique        | 2  | 1      | 1      | 4     |
| 2     | Pays-Bas        | 1  | 2      | 1      | 4     |
| 3     | Italie          | 1  | 0      | 1      | 2     |
| 4     | Suisse          | 1  | 0      | 0      | 1     |
| 5     | Grande-Bretagne | 0  | 1      | 1      | 2     |
| 5     | Tchéquie        | 0  | 1      | 1      | 2     |
| Total | Total           | 5  | 5      | 5      | 15    |